# Coupe des Pays-Bas de football 1917-1918
Navigation
Coupe des Pays-Bas 1916-1917 Coupe des Pays-Bas 1919-1920
La Coupe des Pays-Bas de football 1917-1918, nommée la KNVB Beker, est la 20e édition de la Coupe des Pays-Bas.

## Déroulement de la compétition
Tous les tours se jouent en élimination directe. À chaque tour, un tirage au sort est effectué pour déterminer les adversaires.

## Finale
La finale se joue le 9 juin 1918 à Amsterdam, le Racing Club Heemstede bat le VVA Amsterdam  2 à 1 et remporte son premier titre.